# Ptilinopus layardi
El ptilinop xiulador (Chrysoena viridis Syn.: Ptilinopus layardi) és una espècie d'ocell de la família dels colúmbids (Columbidae) que habita els boscos de Kadavu i Ono, a les illes Fiji.